# زلزال مانهاتن، كانساس 1867

زلزال مانهاتن، كانساس 1867: ضرب زلزال 1867 في مانهاتن مقاطعة ريلي، كانساس، في الولايات المتحدة في 24 أبريل في تمام الساعة 20:22 بالتوقيت العالمي المنسق، أو حوالي الساعة 2:30 بالتوقيت المحلي. وأقوى زلزال في الدولة، فقد قاس 5.1 على مقياس زلزالي مبني على خريطة إيزوزميسمية أو منطقة الإحساس بالحدث. كان مركز الزلزال في مدينة مانهاتن.
كان للزلزال أقصى قدر من الشدة المدركة لـ VII (قوي جدا) على مقياس كثافة Mercalli. وتسببت في أضرار طفيفة، وتقارير التي تقتصر على كنساس، ولاية ايوا، وميسوري، وفقا للهيئة المتحدة للمسح الجيولوجي. شعر بالزلزال على مساحة 193,051 ميل مربع (500,000 كيلومتر مربع)، ووصل إلى ولايتي إنديانا وإلينوي، وربما ولاية أوهايو، على الرغم من أن التقارير الأخيرة قد تم استجوابها.
تقع مانهاتن بالقرب من Nemaha Ridge، وهي عبارة عن هيكل طويل مضاد للانزلاق تحده عدة عيوب. تشكل منطقة Humboldt Fault القريبة على وجه الخصوص تهديدًا للمدينة. لا يعرف كنساس بنشاط الزلازل، ولكن يمكن أن يحدث زلزال في أي وقت. وقد قدرت خريطة الخطر لعام 2016 من هيئة المسح الجيولوجي الأمريكية وجود خطر 1٪ أو أقل لحدوث زلزال كبير في كانساس في العام التالي، على الرغم من أن العلماء من الوكالة يعتقدون أن زلزالاً قوته 7.0 لا يزال ممكناً.